# Burewala
Burewala (urdu: بُوریوالا) – miasto w Pakistanie, w prowincji Pendżab. Według danych na rok 1998 liczyło 152 097 mieszkańców.